# Municipio de Santa María Teopoxco
El municipio de Santa María Teopoxco es uno de los 570 municipios del estado mexicano de Oaxaca. Su cabecera es la localidad de Santa María Teopoxco.

## Geografía
El municipio de Santa María Teopoxco colinda al norte con el estado de Puebla y con el municipio de Santiago Texcalcingo; al este con el municipio de San Francisco Huehuetlán; al sur con los municipios de San Jerónimo Tecóatl y San Martín Toxpalan; y al oeste con el municipio de Teotitlán de Flores Magón.

## Localidades
El municipio de Santa María Teopoxco cuenta con 29 localidades.
| Localidad            | Población (2020) |
| -------------------- | ---------------- |
| Santa María Teopoxco | 670              |
| Villa Nueva          | 525              |
| Tecuanapam           | 506              |

## Gobierno
| Presidente municipal        | Periodo   | Partido | Partido                              |
| --------------------------- | --------- | ------- | ------------------------------------ |
| Antonio Cervantes           | 1981-1983 |         | Partido Revolucionario Institucional |
| Teodoro Sánchez             | 1984-1986 |         | Partido Revolucionario Institucional |
| Marcelino Jiménez Hernández | 1986-1989 |         | Partido Revolucionario Institucional |
| Francisco Juárez Tejeda     | 1990      |         | Partido Revolucionario Institucional |
| Francisco Hernández Sánchez | 1991      |         | Partido Revolucionario Institucional |
| Félix García Hernández      | 1992      |         | Partido Revolucionario Institucional |
| Luis Quevedo Palacios       | 1993-1994 |         | Partido Revolucionario Institucional |
| Pedro Leoncio Romero        | 1994-1995 |         | Partido Revolucionario Institucional |
| Eusebio Merino Montalvo     | 1995      |         | Partido Revolucionario Institucional |
| Nicasio Merino Martínez     | 1996-1998 |         | Partido Revolucionario Institucional |
| Tiburcio González Sánchez   | 1999-2001 |         | Partido Revolucionario Institucional |
| Bartolo González Pineda     | 2002-2004 |         | Partido Revolucionario Institucional |
| Víctor Corona Montalvo      | 2005-2007 |         | Partido Revolucionario Institucional |
| Serapio García Martínez     | 2008-2010 |         | Partido Revolucionario Institucional |
| Carlos Quevedo Fabián       | 2011-2013 |         | Partido Revolucionario Institucional |
| Jorge Jiménez González      | 2014-2016 |         | Partido Revolucionario Institucional |
| Carlos Quevedo Fabián       | 2017-2018 |         | Partido Revolucionario Institucional |
| Susana Alvarado Lozano      | 2019-2021 |         | Nueva Alianza                        |
| Edgar Estrada Fabián        | 2022-2024 |         | Movimiento Regeneración Nacional     |